# Улль

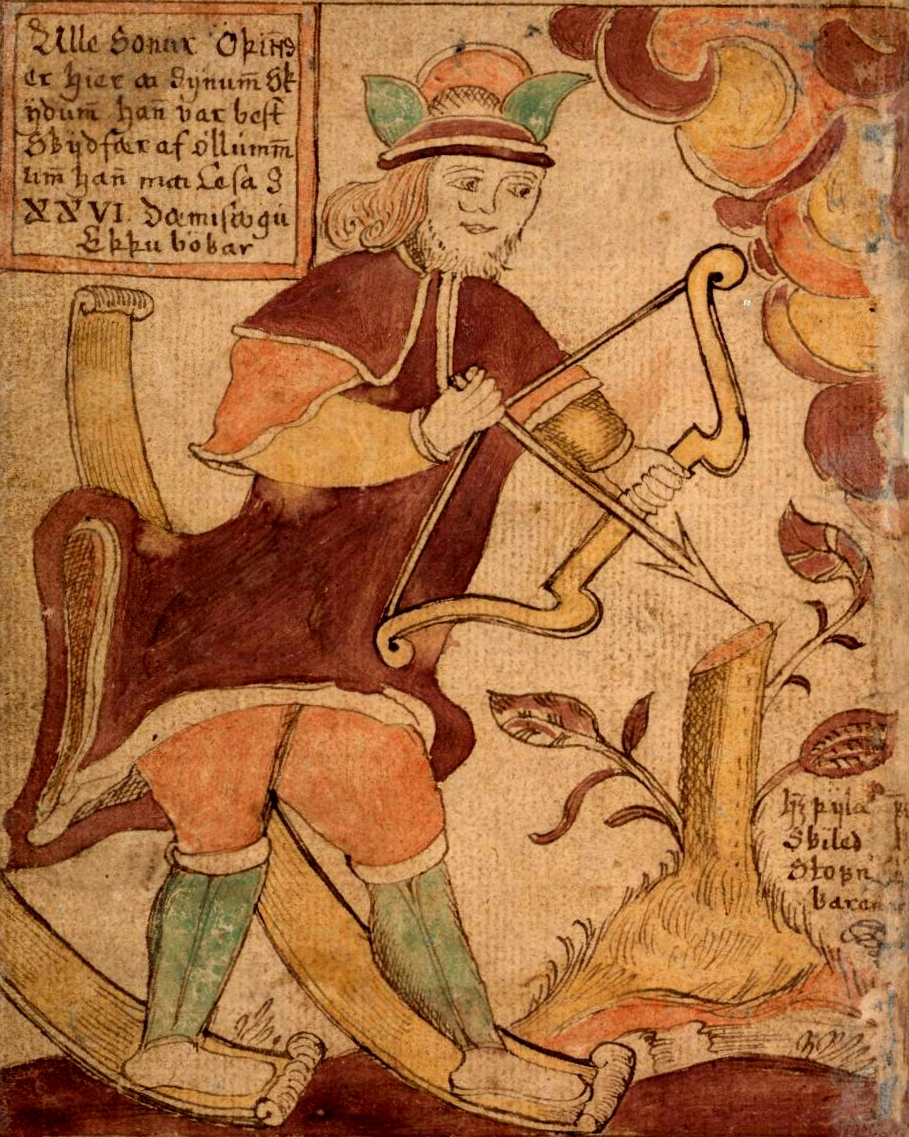
Улль

Улль (давньоскан. Ullr) — в германо-скандинавській міфології прийомний син бога Тора. Відмінний стрілець з лука. Всі його стріли влучають у ціль, як далеко вона б не була розташована і з якої б відстані він не стріляв. Улль також швидше від усіх бігає на лижах. Він навчив цьому мистецтву й людей. Заступник спортсменів та здорового способу життя.

Улль також є богом полювання та майстерно володіє як мечем, так і луком. Також є богом всіх азартних ігор (бог фортуни).